# Asprókambos
Asprókambos (Asprokampos) är en ort i Grekland.   Den ligger i prefekturen Nomós Korinthías och regionen Peloponnesos, i den södra delen av landet, 100 km väster om huvudstaden Aten. Asprókambos ligger 736 meter över havet och antalet invånare är 211.
Terrängen runt Asprókambos är kuperad åt sydost, men åt nordväst är den bergig. Runt Asprókambos är det ganska glesbefolkat, med 31 invånare per kvadratkilometer. Närmaste större samhälle är Nemea, 11,4 km sydost om Asprókambos. 